# سیلیکو
سیلیکو (به لاتین: Silikou) یک روستا در قبرس است که در ناحیه لیماسول واقع شده‌است.

## خصوصیات
سیلیکو ۹۸ نفر جمعیت دارد.